# Sarda orientalis
Sarda orientalis (Temminck & Schlegel, 1844) é uma espécie de grandes peixes pelágicos da família Scombridae, ordem dos Perciformes, com distribuição natural no Indo-Pacífico.

## Descrição
Os machos da espécie S. orientalis podem alcançar os 102 cm de comprimento total e 10,7 kg de peso, embora raramente ultrapassem os 55 cm de comprimento.
A espécie é um predador pelágico que ocorre entre a superfície e os 170 m de profundidade, sendo objecto de importante pescaria comercial.
A espécie tem distribuição natural no Indo-Pacífico tropical e subtropical com maior abundância no Pacífico Oriental desde o Hawai e a costa continental dos Estados Unidos até à península de Baja California, Cabo Blanco (Peru), ilhas Galápagos e golfo de Guayaquil.